# Капелле-ан-ден-Ейссел
Капелле-ан-ден-Ейссел (нід. Capelle aan den IJssel) — муніципалітет у Нідерландах, у провінції Південна Голландія.

## Населення
Станом на 31 січня 2022 року населення муніципалітету становило 67255 осіб. Виходячи з площі муніципалітету 14,14 кв. км., станом на 31 січня 2022 року густота населення становила 4.756  осіб/кв. км.
За даними на 1 січня 2020 року 36,2%  мешканців муніципалітету мають емігрантське походження, у тому числі 11,3%  походили із західних країн, та 24,9%  — інших країн.

## Економіка
Станом на 2018 рік середній дохід домогосподарства становить 29,1 тис. євро.